# Euphorbia angusta
Euphorbia angusta är en törelväxtart som beskrevs av Georg George Engelmann. Euphorbia angusta ingår i släktet törlar, och familjen törelväxter. Inga underarter finns listade i Catalogue of Life.